# Hans von Flachslanden

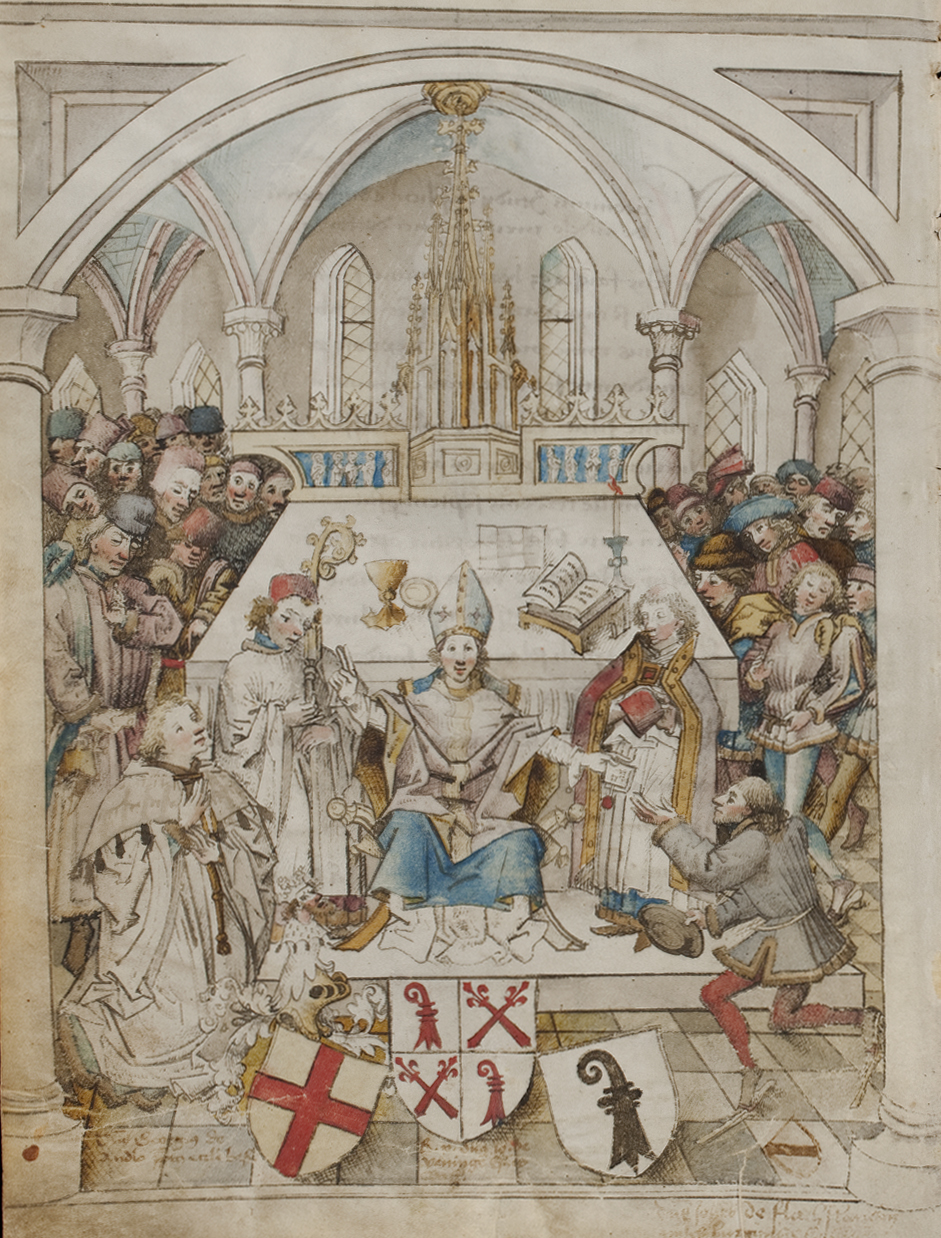
Bischof Johann V. von Venningen ernennt den Dompropst Georg von Andlau (links) zum Rektor der neu gegründeten Universität Basel; Hans von Flachslanden (rechts) nimmt die Gründungsurkunde entgegen

Hans von Flachslanden, auch Hans von Flachsland oder Hans der Jüngere von Flachslanden (* 1412; † 1476 in Rötteln bei Lörrach, heimatberechtigt in Basel), war von 1454 bis 1463 Bürgermeister von Basel.

## Leben
Die Familie stammt aus dem oberelsässischen Flaxlanden. Seine Eltern waren Hans der Ältere von Flachslanden und Anna Marschalkin von Delsberg. Der Vater war bischöflicher Erzkämmerer auf Landskron im Elsass. In erster Ehe war von Flachslanden mit Susanna Tribock verheiratet, in zweiter Ehe mit Barbara von Breitenlandenberg.

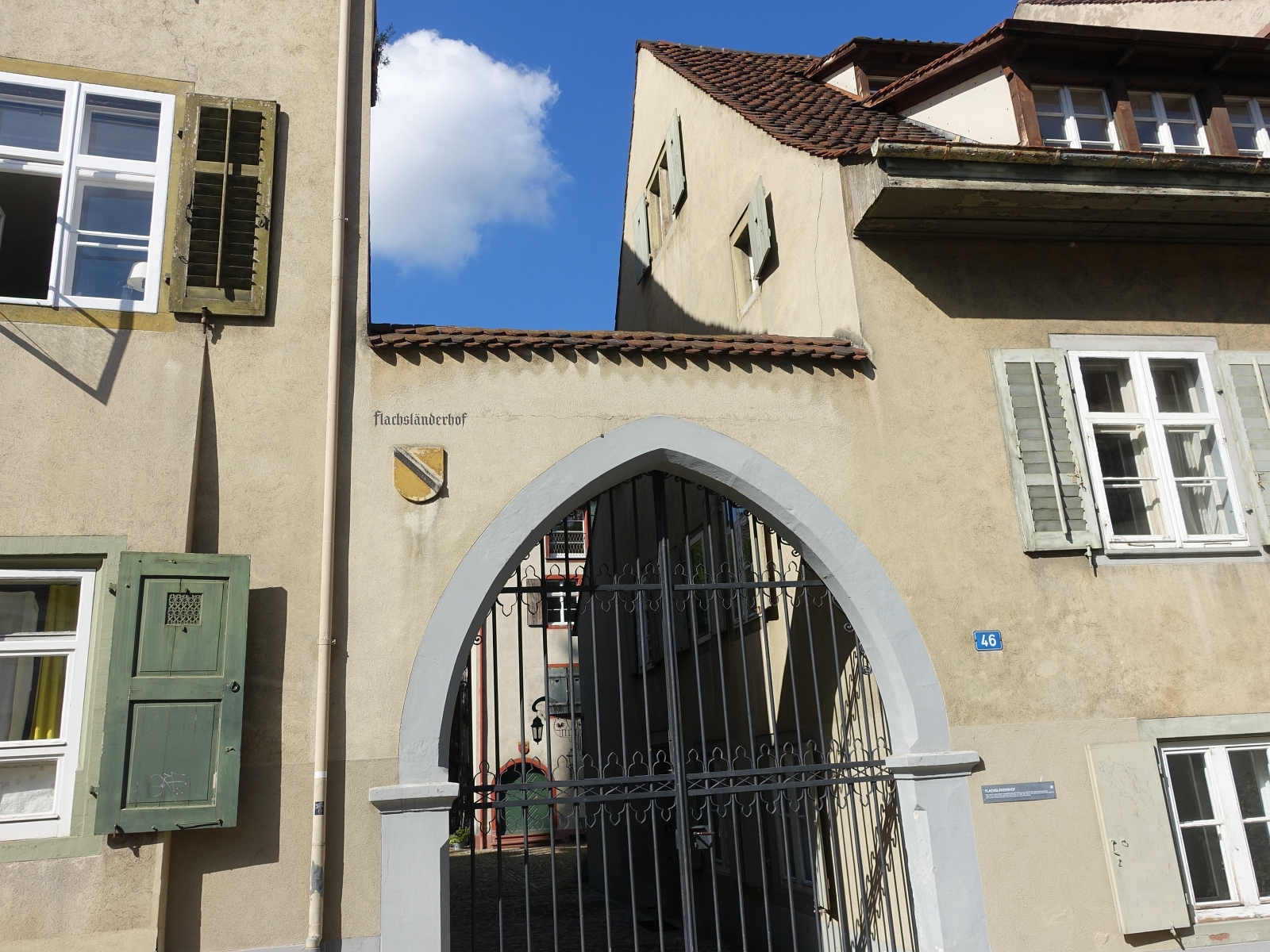
Wohnhaus am Nadelberg

Von Flachslanden war ab 1444 Meier zu Biel (heute Biel-Benken). Von 1451 bis 1454 wirkte er in Basel als Ratsherr der Ritter, 1452/53 war er Siebner mit der Kompetenz im Bereich der Finanzen. Von 1454 bis 1463 war Hans von Flachslanden schliesslich Bürgermeister der Stadt Basel. In der Zeit von 1451 bis 1468 unternahm er zahlreiche Gesandtschaften ins Reich und zum Papst. So war er im Jahr 1460 massgeblich an der Gründung der Universität Basel durch Papst Pius II. beteiligt. Als Hans von Flachslanden schliesslich 1463 als Bürgermeister demissionierte, legte er zugleich das Basler Bürgerrecht nieder und wurde Landvogt des Markgrafen Rudolf IV. von Hachberg-Sausenberg in Rötteln. 1468 gehörte er zu den Vermittlern der Waldshuter Richtung, mit der der Waldshuterkrieg beendet wurde. Hans von Flachslanden war als überaus wohlhabender und einflussreicher Mann einer der wichtigsten Politiker Basels seiner Zeit.

## Kunstgeschichte
Die berühmteste Hinterlassenschaft ist der so genannte Flachsland-Teppich, den Hans von Flachslanden seiner zweiten Gattin Barbara von Breitenlandenberg 1468 zur Hochzeit schenkte. Der Teppich befindet sich seit 1981 im Historischen Museum Basel, das ihn für 2,6 Mio. CHF gekauft hatte.
Zudem stellte der so genannte Ringelhof am Petersgraben 23 in Basel einen Teil der Besitzungen von Hans von Flachslanden dar.